# واکنش شیمیایی
واکنش شیمیایی (به انگلیسی: Chemical reaction) فرایندی است که در آن ساختار ذره‌های تشکیل دهندهٔ مواد اولیه دچار تغییر می‌شود؛ یعنی طی آن یک یا چند ماده شیمیایی به یک یا چند ماده شیمیایی دیگر تبدیل می‌شود؛ مثلاً:

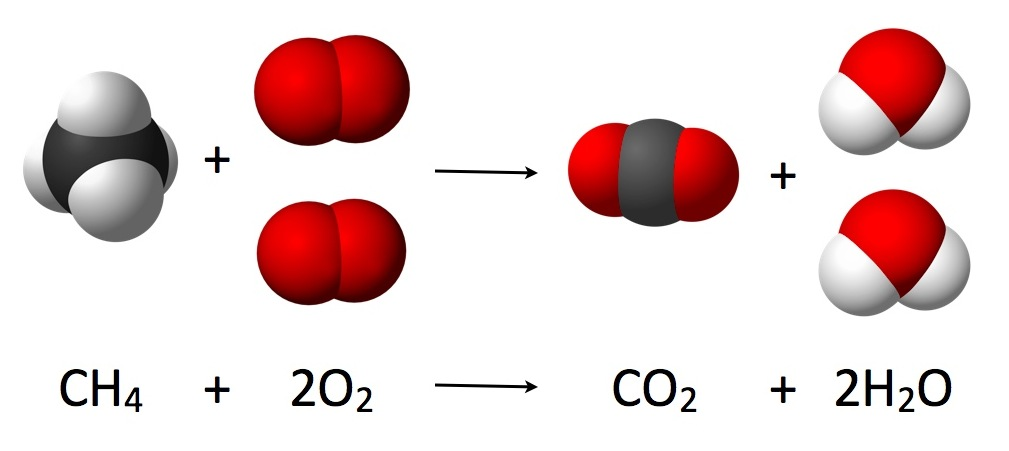
همان‌گونه که دیده می‌شود؛ CH_{4} + 2 O_{2} → CO_{2} + 2 H_{2}O, در اینجا ضریب ۲ قبل از گاز اکسیژن در طرف واکنش دهنده‌ها، و قبل از آب در کنار محصول به دست آمده از این واکنش شیمیایی قرار می‌گیرد تا برابر قانون بقای جرم، مقدار هر عنصر در طول واکنش تغییر نکند.

 پدیده شیمی هم قابل برگشت است هم غیرِقابل برگشت.

## انواع تغییرات مواد

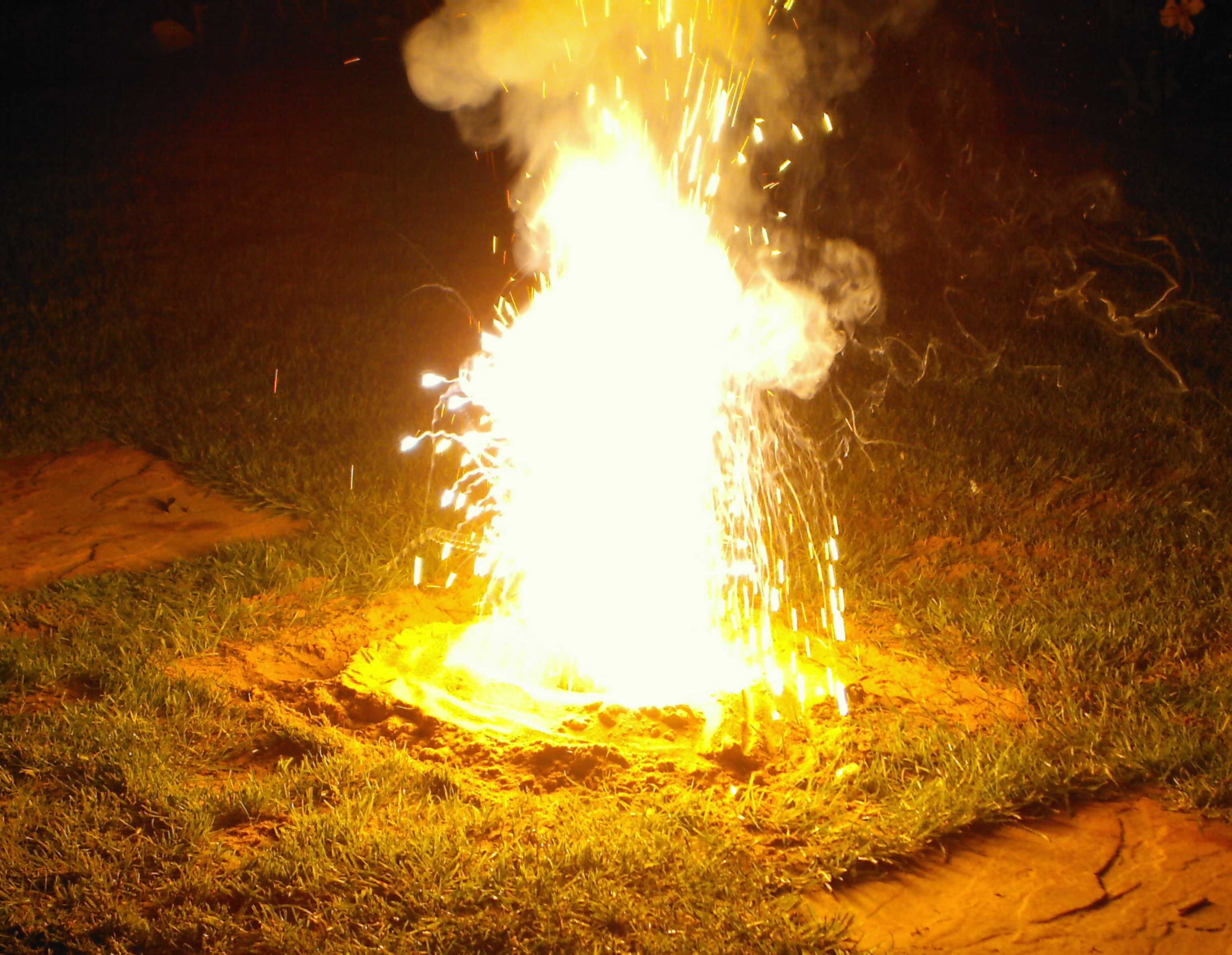
یک واکنش ترمیت با استفاده از اکسید آهن

تغییراتی که در واکنشی بر روی مواد واکنش‌دهنده صورت می‌گیرد، به‌طور کلی به دو نوع تغییرات فیزیکی و شیمیایی تقسیم می‌شوند.
ذره‌های تشکیل دهنده ماده؛ بنابراین تغییرات همهٔ حالات ماده مانند ذوب، انجماد، تبخیر، میعان، تصعید (فرازش) و چگالش و همچنین انحلال نمک‌ها و بازها در آب، تغییر فیزیکی هستند.

### تغییرات شیمیایی
در تغییرات شیمیایی اتصال اتم‌ها به یکدیگر و آرایش الکترونی آن‌ها در واکنش‌دهنده‌ها تغییر می‌یابد. البته در یک واکنش شیمیایی، اتم‌ها نه به‌وجود می‌آیند و نه از بین می‌روند و تنها ترکیب، تجزیه یا بازآرایی می‌شوند. واکنش شیمیایی بیان یک تغییر شیمیایی است که ممکن است با آزاد کردن انرژی به صورت گرما، نور یا صوت همراه باشند و تولید گاز، تشکیل رسوب یا تغییر رنگ در پی داشته باشند.

## روی دادن تغییر و تغییر به‌طور متوالی
مواردی وجود دارد که هر دو تغییر فیزیکی و شیمیایی بر روی یک پدیده، به‌طور متوالی اتفاق می‌افتند. برای نمونه، با حرارت دادن تکه‌ای قند در لوله آزمایش، ابتدا قند ذوب می‌شود که یک پدیدهٔ فیزیکی است. سپس به رنگ قهوه‌ای در می‌آید که نشان‌دهندهٔ شروع تبدیل قند به کربن و یک پدیدهٔ شیمیایی است. در ادامه مقداری بخار آب به بالای لوله می‌رسد که نشانهٔ تجزیهٔ قند و ادامهٔ پدیدهٔ شیمیایی پیشین است. سپس قطره‌های آب روی دیوارهٔ لولهٔ آزمایش پدیدار می‌شود که نشان‌دهندهٔ میعان بخار آب آزاد شده و یک پدیدهٔ فیزیکی است. در پایان، در لوله ماده‌ای سیاه رنگ، بی‌مزه و نامحلول در آب (برخلاف قند اولیه) باقی می‌ماند که این ماده زغال است و با توجه به تغییر رنگ، مزه و قابلیت حلالیت آن در آب می‌توان آن را تشخیص داد.

## انرژی شیمیایی
هر نوع پیوندی میان اتم‌های مختلف سازندهٔ مولکول‌های یک جسم، نوعی انرژی در انرژی شیمیایی دارد که مقدار آن به نوع اتم‌ها و نحوهٔ قرار گرفتن آن‌ها در مولکول بستگی دارد. در یک واکنش شیمیایی، در واقع اتصال اتم‌ها به یکدیگر در واکنش‌ها تغییر می‌کند و در نتیجه انرژی شیمیایی فراورده‌های واکنش با انرژی شیمیایی واکنش‌دهنده‌ها تفاوت پیدا می‌کند.
به عنوان مثال، واکنش گاز کلر با گاز هیدروژن را در نظر بگیریم. گاز کلر از مولکول‌های دو اتمی Cl۲ و گاز هیدروژن از مولکول‌های دو اتمی H۲ تشکیل شده‌اند. فراوردهٔ واکنش، کلرید هیدروژن HCl خواهد بود که در مقایسه با واکنش‌دهنده، پیوندهای کاملاً متفاوتی دارد و از این رو انرژی شیمیایی آن‌ها متفاوت است.
اکنون این پرسش پیش می‌آید که با توجه به متفاوت بودن انرژی شیمیایی فراورده‌ها و واکنش‌دهنده‌ها و قانون پایستگی انرژی، این اختلاف انرژی چگونه ظاهر می‌شود؟

## تغییرات گرماگیر و تغییرات گرمازا

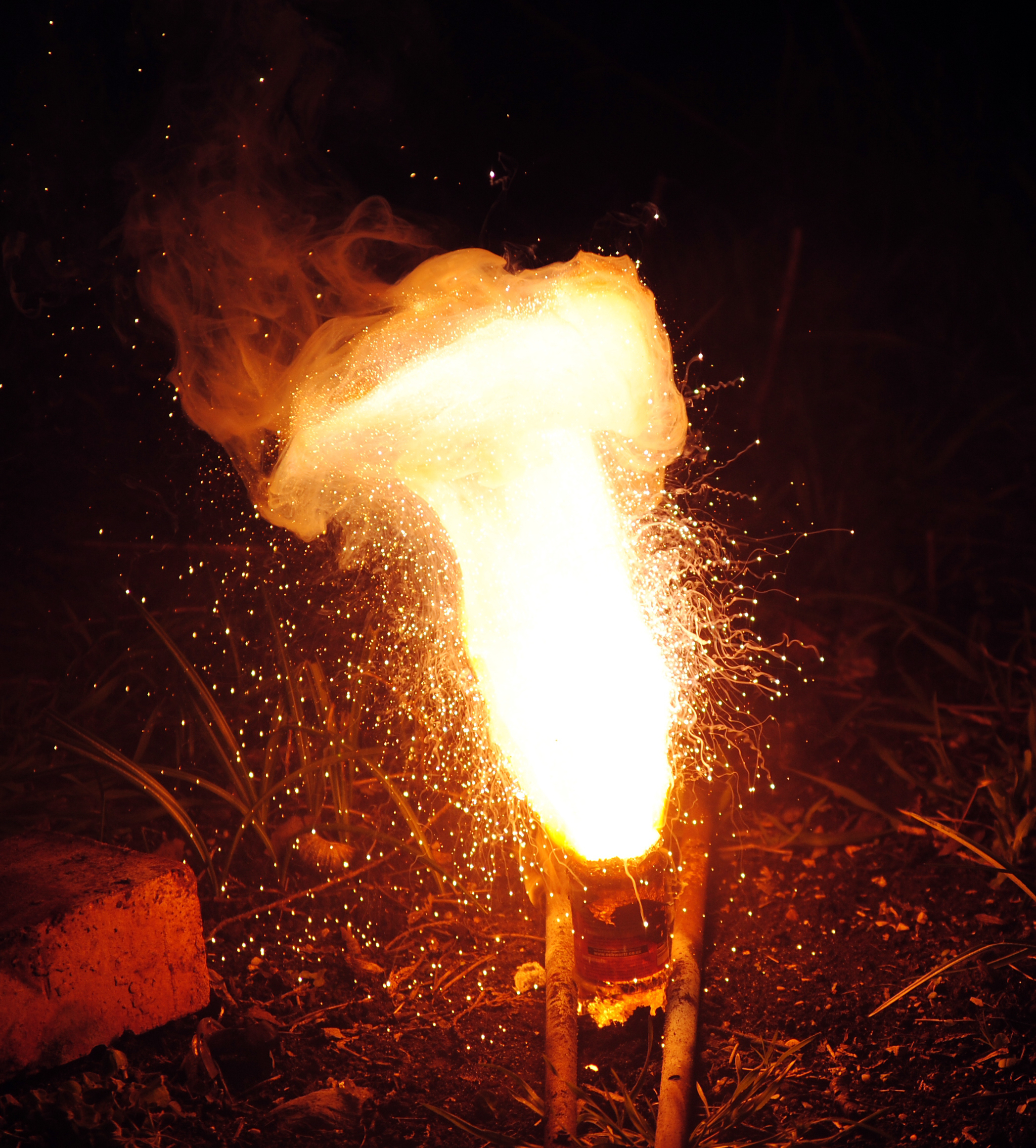
یک واکنش آلومینوترمیک با آهن (III) اکسید

مطابق قانون پایستگی انرژی در هر واکنش انرژی کل باید ثابت بماند؛ بنابراین در واکنش‌ها، اختلاف انرژی میان فراورده‌ها و واکنش‌دهنده‌ها به صورت گرما ظاهر می‌شود. از این رو، واکنش‌هایی نظیر واکنش‌های سوختن متان که با تشکیل کلرید هیدروژن در آن‌ها، سطح انرژی فراورده‌های واکنش از مواد واکنش‌دهنده پایین‌تر باشد، به علت تولید انرژی گرمایی، گرمازا می‌گوییم و در مقابل واکنش‌هایی که در آن‌ها سطح انرژی شیمیایی فراورده‌ها بیشتر از واکنش‌دهنده‌ها باشد، واکنش‌های گرماگیر نامیده می‌شوند و برای انجام چنین واکنشی باید مقداری گرما به اجزای واکنش‌دهنده داده شود، مانند تجزیه کردن کلرید آمونیوم جامد که با گرم کردن، به دو گاز آمونیاک و کلرید هیدروژن تبدیل می‌شود.
بنابراین در اندازه‌گیری و محاسبهٔ انرژی واکنش‌های شیمیایی، چیزی که همیشه محسوس و قابل اندازه‌گیری است، تفاوت محتوای انرژی یا به عبارتی سطح انرژی مواد اولیه و محصولات عمل است که معمولاً به تغییر محتوای گرمایی، تغییر آنتالپی گفته می‌شود و با ΔH نمایش می‌دهند و در یک واکنش گرمازا داریم:
H1: سطح انرژی مواد واکنش دهنده
H2: سطح انرژی مواد حاصل
H2 <H1
H2-H1<0
به این ترتیب تغییر آنتالپی ΔH در یک واکنش انرژی‌ده، منفی است.
در یک واکنش گرماگیر داریم:
H2>H1→H2-H1>0→ΔH>0
پس تغییر آنتالپی، ΔH در یک واکنش انرژی‌گیر، مثبت است.

## واکنش‌های شیمیایی برگشت‌پذیر و برگشت‌ناپذیر

### واکنش‌های برگشت‌ناپذیر
در این قبیل واکنش‌ها، محصولات واکنش برهم اثر شیمیایی ندارند. به همین دلیل واکنش فقط در جهت رفت انجام می‌گیرد و تا مصرف‌شدن کامل واکنش‌دهنده پیش می‌رود؛ مثلاً اگر تکه‌ای نوار منیزیم را در ظرف محتوی HCl وارد کنیم، واکنش شدیدی میان منیزیم و اسید رخ می‌دهد و کم‌کم در اسید حل و ناپدید می‌شود و همزمان با ناپدیدشدن فلز، حباب‌های گاز هیدروژن درون اسید به چشم می‌خورند که از ظرف خارج می‌شوند؛ بنابراین این واکنش یک‌طرفه است و فقط در جهت رفت پیش می‌رود؛ یعنی اگر مقداری گاز هیدروژن را در محلول کلرید وارد کنیم، هیچ واکنشی انجام نمی‌گیرد.
Mg + 2HCl → MgCl2 + H2
علاوه بر واکنش بالا سوختن انواع سوخت‌ها مانند بنزین، نفت، گاز طبیعی و… در مجاورت هوا، محکم شدن تدریجی سیمان، پختن تخم مرغ، مچاله شدن نایلون در برابر شعله، نمونه‌هایی از واکنش‌های برگشت‌ناپذیرند.

### واکنش‌های برگشت‌پذیر
این واکنش‌ها در شرایط مناسب در هر دو جهت رفت و برگشت پیش می‌روند، مثلاً اگر بخار آب را از روی گرد آهن داغ عبور دهند، اکسید آهن همراه با گاز هیدروژن پدید می‌آید.
(3Fe(s) + 4H2O(g) → Fe3O4(s) + 4H2(g
و اگر گاز هیدروژن را بر اکسید آهن (Fe3O4) عبور دهند، آهن و بخار آب تولید می‌شود. واکنش برگشت:
(Fe3O4(s) + 4H2(g) → 3Fe(s) + 4H2O(l
واکنش رفت و برگشت در مجموع یک واکنش برگشت‌پذیر را تشکیل می‌دهند. در خر زاده نتیجه واکنش اثر بخار آب بر آهن داغ برگشت‌پذیر است. در زندگی با موارد زیادی از واکنش‌های برگشت‌پذیر برخورد می‌کنیم، مانند شارژ دوبارهٔ باتری اتومبیل. مواد شیمیایی موجود در باتری خودرو هنگام تولید جریان برق به تدریج مصرف شده و به مواد دیگری تبدیل می‌شود. با شارژ مجدد باتری، واکنش‌های برگشت انجام می‌گیرند و مواد اولیه پدید می‌آیند.

## مثال‌هایی از فرایندهای شیمیایی
همان‌طور که در پیش گفته شد، در تغییر شیمیایی ماهیت شیمیایی مواد تغییر می‌یابد و فراورده‌های جدید با خواص متفاوت از مواد اولیه تولید می‌شود؛ بنابراین پدیده‌های زیر نمونه‌هایی از تغییرهای شیمیایی هستند:
- سوختن انواع سوخت‌ها. مانند بنزین، نفت، گاز طبیعی و… در مجاورت هوا
- زنگ زدن فلزات
- گوارش غذا
- رسیدن میوه
- پختن غذا
- فساد مواد
- سفت شدن تدریجی سیمان
- انحلال آمونیاک در آب؛ زیرا در اثر انحلال، قسمتی از مولکول‌های آمونیاک با مولکول‌های آب ترکیب شده و مادهٔ جدیدی به نام هیدروکسید آمونیوم تولید می‌نمایند. به همین دلیل که واکنش شیمیایی بین حلال و حل شونده رخ می‌دهد، حل شدن بیشتر جنبهٔ شیمیایی دارد.
- لخته شدن مواد کلوئیدی. در اثر لخته شدن پیوندهای جدیدی تشکیل می‌گردد که باعث تجمع مولکول‌های یک محلول کلوئیدی می‌شود.
- ایجاد گاز (اکسیژن) در اثر حرارت اکسید جیوه